# Нурівське газоконденсатне родовище
Нурівське газоконденсатне родовище — дрібне родовище у Ізюмському районі Харківської області України, за вісім десятків кілометрів від південно-східної околиці Харкова. 

## Опис
Належить до Рябухинсько-Північно-Голубівського газоносного району Східного нафтогазоносного регіону України.
У 1984 році в районі селища Нуровка спорудили пошукову свердловину Нурівська-4 завглибшки 5354 метрів, яка не дала притоку флюїдів. В 1989-му у цьому ж районі розпочали буріння свердловини Нурівська-6, що також виявилась безрезультатною. Втім, у цих свердловинах відмітили газопрояви і після проведення у 2016-му додаткової сейсморозвідки в 2018-му спорудили свердловину Нурівська-110, яка дала притік газу на рівні 30 тис. м3 на добу.
Компанія «Укргазвидобування» початково оцінила запаси родовища у 255 млн м3.